# Ural-batyr

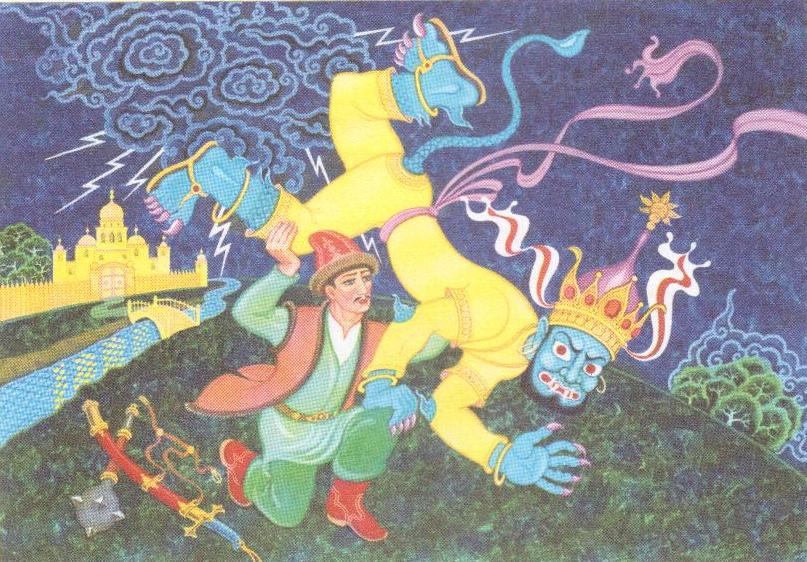
Jovem lutando contra Daeva.

Ural-batyr, ou Ural-batır (basquir: Урал батыр, composto por Ural + o termo turco batır cujo significado pode ser "herói ou corajoso") é o mais famoso kubair (poema épico) dos basquires. Ele narra atos heróicos, criaturas lendárias e a formação de fenômenos naturais, entre outros tópicos. É semelhante a outros poemas épicos semelhantes (anglo-saxão Beowulf, germânico Canção dos Nibelungos, mesopotâmio Gilgamesh ou finlandês/careliano Kalevala). Propaga a ideia da vida eterna da nação e a capacidade do homem de vencer o mal.

## Argumento
Baseado nas tradições turcas, iranianas e, às vezes, nas canções folclóricas tradicionais semíticas, o poema narra os atos heróicos de Ural-batyr. Ural é filho de um casal de idosos, Yanbike e Yanbirðe. Yan (do persa جان jan: "alma") e Yanbirðe, cujo significado é "alma dada", enquanto Yanbike significa "mulher da alma". Ural demonstrou desde a infância todas as qualidades de um herói lendário, como coragem, honestidade, empatia e grande força física. Ao contrário de seu irmão astuto e traiçoeiro Shulgan, Ural é um inimigo ansioso do mal e da morte que personifica. Quando amadurece, inicia a busca pela morte, com o desejo de encontrá-la e destruí-la. No caminho, ele conhece várias pessoas e criaturas lendárias e é frequentemente levado para longas aventuras; Em todos os casos, suas ações servem para salvar vidas ou superar o mal. Montando seu garanhão alado Akbuthat (ou Akbuz At; corcel branco-cinza), salva homens e mulheres jovens, preparados para o sacrifício pelo tirânico Shah Katil, de iminente morte, domestica a um touro selvagem, destrói um imenso número de Daevas (do persa دیو div), casa-se com o lendário Humai (do persa همای Humay), uma criada de cisne, e finalmente atinge a cabeça dos Daevas Azraka, cujo cadáver, dizem que formou o monte Yaman-Tau nos Urais do sul. Ural-batyr perece em sua luta final com os devs, pois é forçado a beber um lago inteiro onde eles se esconderam dele, mas deixa seus filhos para continuar sua iniciativa.

## História
O poema, que originalmente existia apenas na forma de uma canção, foi escrito pelo popular poeta basquir Mukhamedsha Burangulov, em 1910.
Em 1968, foi publicado na língua basquir na revista "Agidel", com abreviações (preparadas por B. Bikbai e A. Kharisov). Em 1972, a primeira publicação completa foi feita em basquir, no primeiro volume da série de livros "Obra Folklórica Basquir".
Em 1975, foi publicado no primeiro volume da coleção "Epopeia Heróica dos Povos da URSS" na série "Biblioteca de Literatura Mundial" e também na série "As Epopeias dos Povos da URSS".
Pela primeira vez, a profunda originalidade do épico "Ural-Batyr" foi anunciada nas obras de A. A. Petrosyan. Ela foi a primeira dos pesquisadores a descobrir uma semelhança entre o enredo da epopeia e o épico sumério-acadia sobre Gilgamesh. Mas ela concluiu que existem profundas diferenças nos conceitos ideológicos e artísticos dessas obras.
O épico "Ural-Batyr" é uma das "Sete Maravilhas do Bascortostão". A epopeia está incluída na lista da Organização Internacional da Cultura Turca do Patrimônio Cultural Imaterial.